# Coti-Chiavari
Pour les articles homonymes, voir Coti et Chiavari (homonymie).
Coti-Chiavari est une commune française située dans la circonscription départementale de la Corse-du-Sud et le territoire de la collectivité de Corse.

## traditions
Les feux de la Saint-Jean

## Géographie

### Situation
Coti-Chiavari est une commune de moyenne montagne du littoral occidental de l'île ; elle occupe l'extrémité de la rive sud du golfe d'Ajaccio qui est la presqu'île de Capu di Muru. La commune se situe dans l'arrondissement d'Ajaccio et fait partie du canton de Santa-Maria-Siché.

### Relief
La commune de Coti-Chiavari se trouve dans l'au-Delà-des-Monts (Pumonti), ou Corse occidentale ancienne, constituée pour l'essentiel de roches granitiques, comme ordinairement distinguée par les géologues au sud-ouest de l'île, opposé à l'en-Deçà-des-Monts (Cismonte), ou « Corse schisteuse », au nord-est. Elle occupe l'extrémité d'un chaînon montagneux secondaire de la chaîne principale de l'île, qui est accroché peu au sud du Monte Renoso (2 352 m) au massif éponyme ; ce chaînon qui délimite les vallées du Prunelli au nord, et du Taravo au sud, se termine en mer Méditerranée avec la presqu'île de Capu di Muru.
Le chaînon partage la commune en deux zones collinaires :
- la partie septentrionale dont la côte démarre depuis la plage de Mare e Sole et se termine à Capu di Muru ; elle comprend l'ancien port de Chiavari, Isola Piana, l'anse de Portigliolo, Punta di a Castagna, Arena Rossa, Portu Cacau et la Punta Guardiola ;
- la partie méridionale qui prolonge la précédente et va depuis Capu di Muru et son phare, jusqu'à l'extrémité sud de la plage de Cupabia dans la baie de Cupabia ; elle comprend Cala di Muru, Cala d'Orzu, Capu Neru, et Cala di Cigliu.

La ligne de crête du chaînon comporte les principaux sommets communaux suivants, qui sont du nord au sud : Punta di Gradello, Punta di Malamatina (632 m), Punta di a Chiappa Rossa (623 m), Punta di a Caraponu (624 m), Punta di a Saina (648 m) son culmen, avec un pylône de télécommunications. Proche de lui, au sud du village, sont deux autres pylônes. Puis Punta di Pinselli (603 m), Punta di Pozzi (501 m), Teppa Rossa (421 m), Castellu di a Moneta (348 m), U Frate (365 m) et Punta Tonda (280 m) au nord-est de la tour de Capu Neru (119 m).

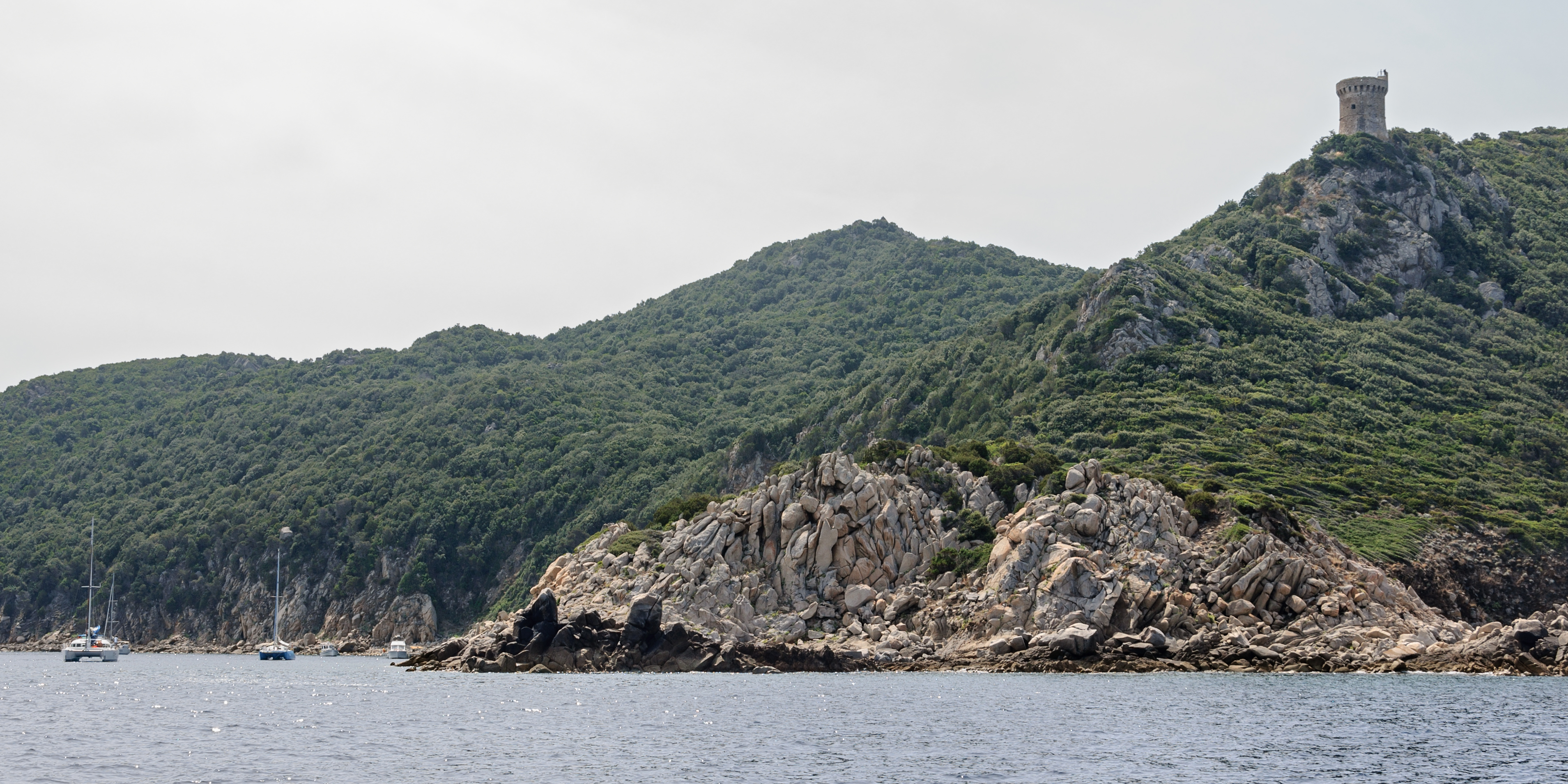
L'entrée de l'anse Portu Cacau dominée par la tour génoise de Capu di Muru.
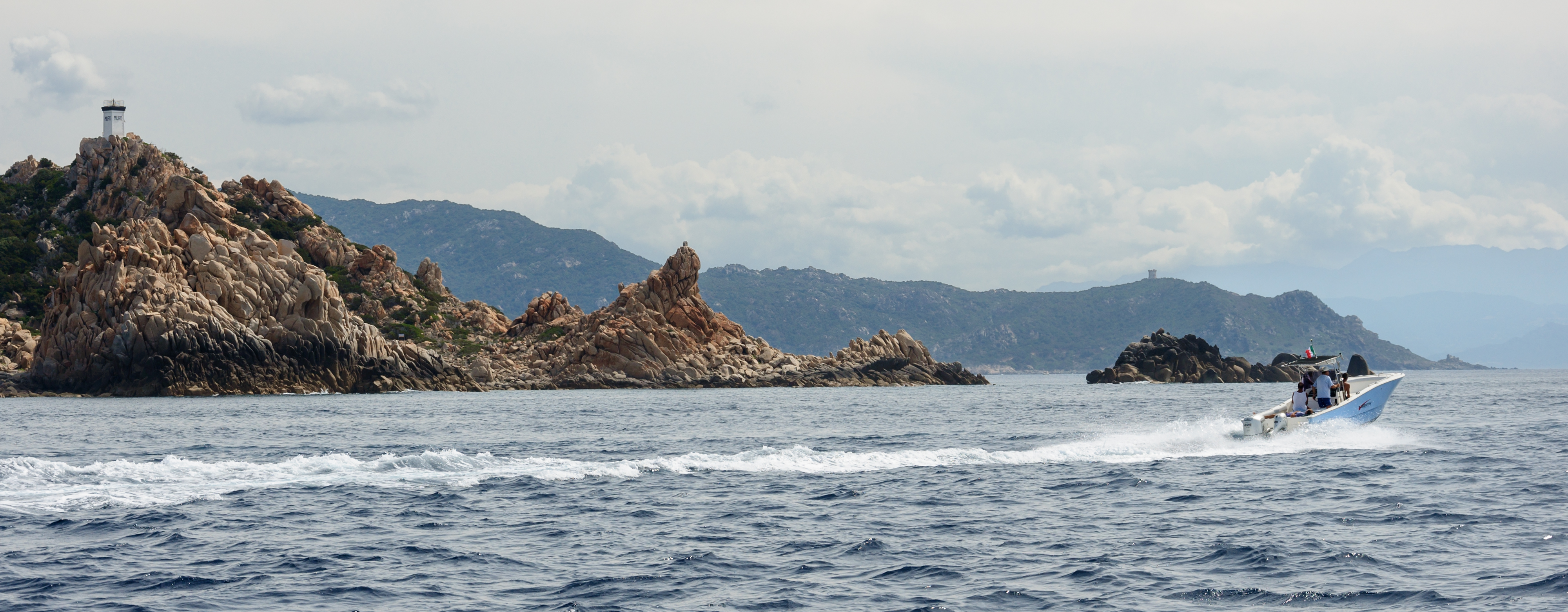
Capi di Muru et son phare ; en arrière-plan, Capu Neru.

### Hydrographie
Le territoire communal comporte un dense réseau hydrologique, constitué de petits ruisseaux côtiers (ou fiume) s'écoulant de chacun des vallons constituant le territoire communal. Du nord au sud, les principaux sont : le ruisseau de Zirione, long de 6 km et qui délimite Coti-Chiavari et Pietrosella, le ruisseau de Petinello long de 3,1 km, le ruisseau de Chioselli long de 2,8 km, le ruisseau de Figoni, le ruisseau de Timozollu, le ruisseau de Cala d'Orzu long de 3 km, le ruisseau de Tafanu long de 3 km, la rivière Butturacci longue de 11,9 km, qui délimite Coti-Chiavari avec Serra-di-Ferro.

### Climat et végétation
La commune bénéficie d'un climat méditerranéen maritime aux écarts thermiques modérés. L'hiver, il gèle très peu sur le littoral, la mer égalisant et réchauffant les températures ; en montagne la neige n'abonde que rarement. L'été le pouvoir rafraîchissant de la montagne est faible, compte tenu d'un relief peu élevé ; malgré une exposition solaire importante, on ne remarque pas la sécheresse en raison de son couvert végétal composé majoritairement d'espèces au feuillage persistant. Cette couverture végétale naturelle est importante, les surfaces cultivées étant très faibles. À l'umbria (ubac), l'été est moins brûlant qu'à la sulana (adret). Les vents d'ouest dominant sont assez fréquents. Au printemps, le maquis du littoral se pare rapidement de fleurs éclatantes et parfumées. L'automne, habituellement agréable et ensoleillé, s'achève par des pluies orageuses méditerranéennes parfois très fortes.
Deux forêts d'essences diverses couvrent la partie orientale de la commune :

#### Forêt territoriale de Chiavari
À l’est du village de Chiavari, au sud du golfe d’Ajaccio, se trouve la vaste forêt territoriale de Chiavari. Cette forêt d'une superficie de 1 793,699 1 ha, couvre 900,262 6 ha de la commune de Coti-Chiavari et 893,436 5 ha de la commune de Pietrosella. Sa surface boisée de 1 793,50 ha, est composée de 72 % d'essences diverses, 17 % de chêne vert, 5 % d'aulne glutineux, 3 % de pin maritime et 3 % de chêne liège.
La forêt de Chiavari ne subit qu’une très légère activité d’exploitation forestière. La production de bois prévisible annuellement est de 391 m3 annuels.
La forêt territoriale recèle l'ancien pénitencier de Chiavari, au patrimoine culturel et mémoriel.

#### Forêt communale de Coti-Chiavari/Frasseto
C'est une forêt indivise, que se partagent Coti-Chiavari et Frasseto. Elle se situe au sud de la forêt territoriale de Chiavari, à l'adret de la ligne de crête les séparant. Elle couvre une superficie de 20 ha.

### Voies de communication et transports

#### Accès routiers
La route D 55 permet de pénétrer dans la commune et d'accéder au hameau de Verghia, ancien port de Chiavari. Peu au nord-est du village de Coti-Chiavari, elle fait jonction avec la D 55a jusqu'à la jonction de cette dernière avec la D 155, route reliant Verghia à Serra-di-Ferro.

#### Transports
Commune du la rive Sud du golfe d'Ajaccio, Coti-Chiavari est distant, par route, de :
- 37 km de la gare la plus proche, qui est la gare d'Ajaccio ;
- 34 km de l'aéroport d'Ajaccio, l'aéroport le plus proche ;
- 38 km du port de commerce de Ajaccio.

## Urbanisme

### Typologie
Au 1er janvier 2024, Coti-Chiavari est catégorisée commune rurale à habitat très dispersé, selon la nouvelle grille communale de densité à sept niveaux définie par l'Insee en 2022.
Elle est située hors unité urbaine. Par ailleurs la commune fait partie de l'aire d'attraction d'Ajaccio, dont elle est une commune de la couronne,. Cette aire, qui regroupe 79 communes, est catégorisée dans les aires de 50 000 à moins de 200 000 habitants,.
La commune, bordée par la mer Méditerranée, est également une commune littorale au sens de la loi du 3 janvier 1986, dite loi littoral. Des dispositions spécifiques d’urbanisme s’y appliquent dès lors afin de préserver les espaces naturels, les sites, les paysages et l’équilibre écologique du littoral, tel le principe d'inconstructibilité, en dehors des espaces urbanisés, sur la bande littorale des 100 mètres, ou plus si le plan local d’urbanisme le prévoit.

### Occupation des sols
L'occupation des sols de la commune, telle qu'elle ressort de la base de données européenne d’occupation biophysique des sols Corine Land Cover (CLC), est marquée par l'importance des forêts et milieux semi-naturels (89,4 % en 2018), une proportion sensiblement équivalente à celle de 1990 (89,9 %). La répartition détaillée en 2018 est la suivante : 
milieux à végétation arbustive et/ou herbacée (46,6 %), forêts (42,5 %), zones agricoles hétérogènes (7 %), zones urbanisées (3,2 %), eaux maritimes (0,4 %), espaces ouverts, sans ou avec peu de végétation (0,3 %). L'évolution de l’occupation des sols de la commune et de ses infrastructures peut être observée sur les différentes représentations cartographiques du territoire : la carte de Cassini (XVIIIe siècle), la carte d'état-major (1820-1866) et les cartes ou photos aériennes de l'IGN pour la période actuelle (1950 à aujourd'hui).

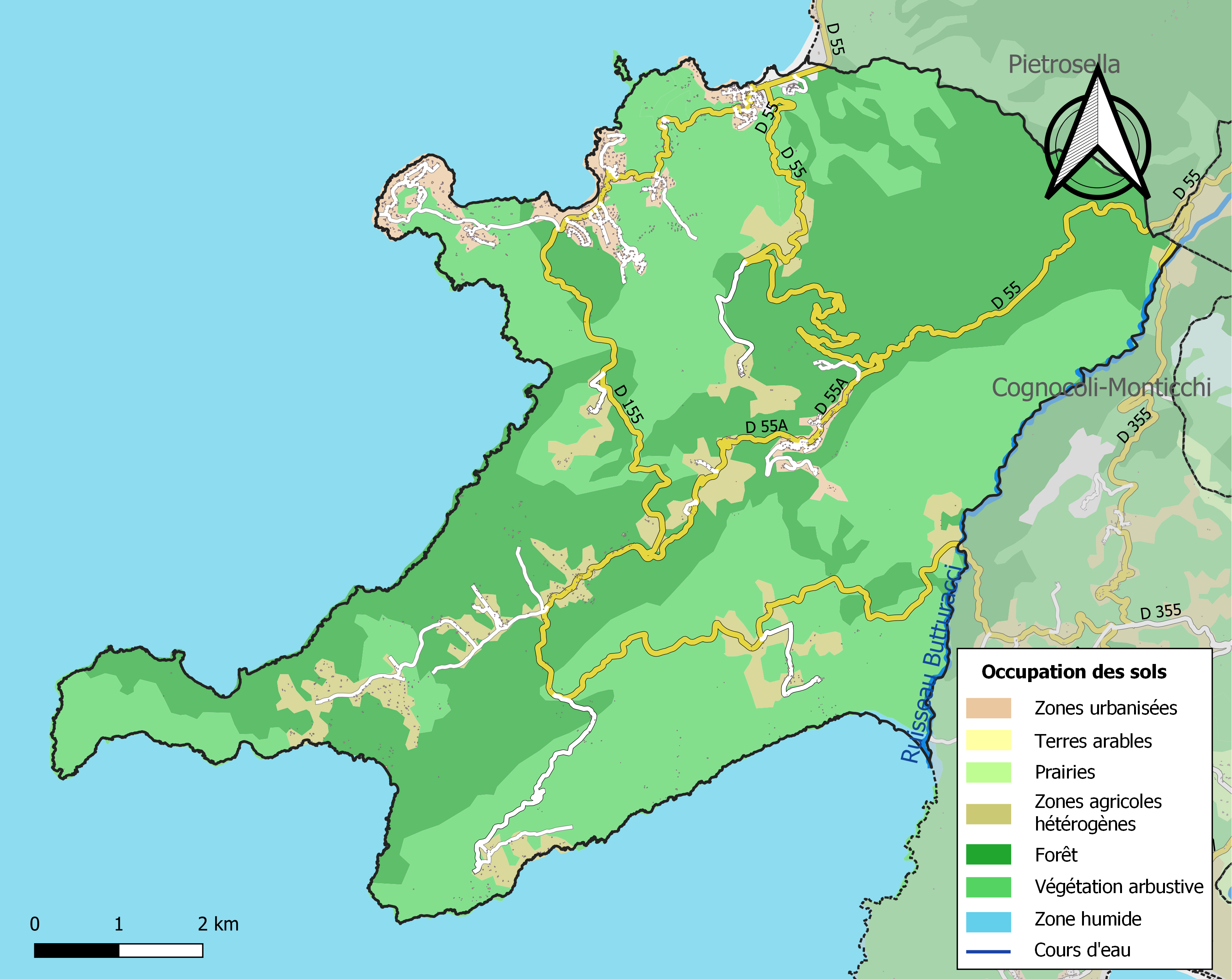
Carte des infrastructures et de l'occupation des sols de la commune en 2018 (CLC).

### Coti-Chiavari
Le village est bâti sur un promontoire à 496 m d'altitude, avec, au nord du village, l'église paroissiale Saint-Jean-Baptiste reprise à l'Inventaire général du patrimoine culturel, construite à l'emplacement de l'ancienne église.
S'y trouvent les services publics tels que la mairie, l'agence postale et la bibliothèque municipale.
Il est desservi par la route D 55a en venant de la D 55.

### Acqua Doria
Ce petit village est construit au sud-ouest de Coti-Chiavari. Il est dominé par Teppa Rossa où se trouve une borne à 421 m.
Acqua Doria possède une chapelle Sainte-Marie, reprise à l'Inventaire général du patrimoine culturel.
Le village compte une épicerie, un bar restaurant et un cabinet médical.
Le village est traversé par la route D 155 reliée à la D 55a.

### Portigliolo
L'agglomération de Portigliolo est située sur la partie septentrionale de la commune. Elle y compose une grande partie de la zone littorale urbanisée de la commune.

### Les hameaux
Coti-Chiavari compte plusieurs hameaux qui sont : Agnone, Pozzaccio, A Castagna, Ariezza, Cardo, Campestra et Cala di Cigliu ; et aussi des lieux-dits : Erba Mora, Verghia, Piobarello, Figoni, Cantonu, Casella, Cala d'Orzu, Monte Bianco, Paccialella, Burbuzza, Cotone, Stefanaccia, Scopiccia, Murmontagia et Pilosella.

### Île de Piana
Au nord de la  Punta di a Castagna se trouve l'Île de Piana, site naturel protégé couvert de maquis et de lentisque, particulièrement favorable à la nidification des oiseaux marins et propriété privée d'une personne physique.
Elle est protégée au titre de la loi de 1930 afin d’assurer la conservation du biotope car c'est un site de reproduction des Cormorans huppés de Méditerranée (Phalacrocorax aristotelis Desmaret) et hébergeant une station de la plante endémique Cyrnosarde, la Nananthée de Corse (Nananthea perpusilla). Le Lézard
tyrrhénien y effectue aussi sa reproduction. Par arrêté préfectoral du 3 novembre 1997, le débarquement, la circulation pédestre et la pénétration sur l’île sont interdits du 15 décembre au 15 avril.

### Affaire de la paillote incendiée
Une paillote incendiée sur le territoire de la commune a fait parler d'elle-même au moment du conflit au sujet du modèle de développement de l'île entre l'État et les propriétaires de paillotes corses, parfois présentées à Paris comme des symboles de "l'état de non-droit", à la fin des années 1990, qui a débouché sur la révision du plan d'aménagement adopté en 2015. Dans la foulée de l'assassinat du préfet Claude Erignac, le 6 février 1998, à Ajaccio, une unité spéciale de gendarmes, sur ordre du préfet « pyromane » Bernard Bonnet, avait procédé à l'incendie de la paillote "Chez Francis", basée sur une plage de la commune de Coti-Chiavari une nuit d'avril 1999, entraînant la condamnation du préfet Bernard Bonnet en 2003.

## Histoire

### Moyen Âge
Érigé en archevêché en 1072, l'évêché de Pise eut alors pour suffragants tous les évêchés de la Corse. En 1133, espérant mettre terme aux différents existant entre les Génois et les Pisans, le pape Innocent II érigea en archevêché l'évêché de Gènes. Il donna comme suffragants à l'archevêque de Pise les évêchés d'Aleria, d'Ajaccio et de Sagone, et à l'archevêque de Gênes les évêchés de Mariana, de Nebbio et d'Accia.
Coti-Chiavari se situait dans la pieve d'Ornano, dans l'ancien évêché d'Ajaccio qui n'en comprenait alors, que quatorze seulement.
« La piève d'Ornano qui compte, au dire de quelques-uns, mille feux répartis en trente villages, dont les plus connus sont ceux de Santa Maria d'Ornano, Zigliara et Cognocoli, parce que dans ces trois villages habitent les seigneurs d'Ornano et de Bozzi. Cette piève, dans laquelle se trouve un couvent de Frères Mineurs, produit des céréales et du vin ; à cause de l'excellente qualité de ses pâturages, on y élève quelques troupeaux de chevaux ».
Au XIIe siècle, les Raimondacci se rendirent maîtres de la piève d'Ornano qu'ils enlevèrent aux Biancolacci. Vint ensuite la guerre avec les gentilshommes voisins qui « resserrèrent tellement les Raimondacci qu'il ne leur resta plus que le château d'Ornano, avec quelques villages voisins et le château de Coti bâti sur la côte par ces mêmes Raimondacci ».
Au XIIIe siècle, Giudice della Rocca prit le château d'Ornano occupé par l'un des Raimondacci, lesquels l'avaient enlevé aux Biancolacci. Les Raimondacci, trop faibles pour résister en cet endroit aux forces de Giudice, évacuèrent Ornano et se retirèrent dans le château de Cozi, où ils firent à leur tour leur soumission. Giudice, après avoir dépouillé les Raimondacci du château d'Ornano, et l'avoir remis avec la seigneurie aux mains de Truffetta, son frère, voulut néanmoins donner à ces seigneurs quelque satisfaction, et décida que le château d'Ornano serait la dot d'une de leurs filles qu'il fit épouser à Truffetta. C'est de ce mariage que descendirent plus tard les seigneurs d'Ornano.
Au mois de juillet 1290, Nicolò Boccanegra débarqua en Corse avec des troupes génoises. Il ravagea Ornano, Istria et la plaine de Talavo.
Au XIVe siècle, survinrent plusieurs périodes de troubles dans lesquels le comte Arrigo était souvent impliqué. L'an 1393, Gênes envoya sur l'île, Battista de Zoaglio, en qualité de gouverneur. Son prédécesseur lui remit Bastia et Biguglia, puis sur l'ordre des associés de la Maona, il franchit les Monts avec ses troupes et s'empara de Cinarca, Lisa, Pipella, Orese, Ornano, Orbichini, Bozzi, Londa, Istria, Ritoreto, la Rocca, Riscia, Cociurpola, Salasco, Baricini et de beaucoup d'autres châteaux qui étaient sur le territoire cinarchese et avaient été relevés depuis le temps de la Commune. Il les fit tous ruiner, ne laissant subsister que Cinarca pour en faire un siège de justice, et Roccapina, qui fut occupé par les Bonifaciens.

### Temps modernes
Vers 1520, La pieve d'Ornani comptait environ 2 500 habitants. Elle avait pour lieux habités : Otti, Cognocoli, lo Poggio de Orgiacana, li Muntichi, Pila, lo Canalle, Vetulbe, Gobio, Guarguallè, Orbellacuni, Melica, Albitregie, Torgia, la Prugia, lo Roseto, Vignale, Santa Maria, lo Cardo, Sorroni, Scioni, Ziliara, lo Forciolo, Calcinagio, Aziloni, Campo, Ampaza, Pascuara, lo Botio, lo Farsedo.
Au XVIe siècle, Francesco d'Ornano était maître de la seigneurie éponyme. Sa fille Vannina avait épousé Sampiero de Bastelica en 1548.
Dans la guerre que se livrèrent les Français alliés aux Turcs, et les Génois alliés du Saint Empire Germanique, l'Ornano produisit de nombreuses compagnies de soldats. Parmi d'autres, le capitaine corse Bernardino d'Ornano arriva avec sa compagnie se mettre à la disposition du « maréchal de Thermes ». Avant l'heure, des promesses sont faites à tous les Corses présents ; à Bernardino d'Ornano et à Pier Giovanni, son frère qui se trouvait là également, sont promis la seigneurie de la Rocca.
Sampiero, durant sa guerre contre Gênes, créa quatre compagnies dans la piève d'Ornano où il séjourna. De son mariage avec Vannina d'Ornano, il eut deux fils, Alfonso d'Ornano, qui prit sa relève dans la lutte, et Anton Francesco d'Ornano.
Fin XVIe siècle - début XVIIe siècle, les Génois renforcent leur dispositif de défense du littoral de l'île. Trois tours génoises sont édifiés au frais des communautés : Castagna, Capu di Muru et Capu Neru.
Au début du XVIIIe siècle, dans le rapport qui lui est demandé par Gênes, l'abbé Accinielli ne mentionne ni Coti ni de Chiavari dans la liste des lieux qu'il a dressée concernant l'Ornano. Outre Santa Maria, il écrit : Gli altri suoi luoghi principali sono = Siche, Urbalacone, Grossetto, Prugna, Zigliara, Arzillone, Ampasa, Quasquara, Cognocoli, Monticci, Forciolo, Campo, Frassetto, Guarguale, Arbitrecci, Pila, Canale, e Torgià.
Plus loin, il énumère ces lieux avec leur nombre d'habitants : « Giurisditione di Aiaccio - Pieve di Ornano : S.M.a d’ORNANO, e Sichè 287. Urbalacone 178. Grossetto, e Prugna 388. Zigliara 210. Arzilone, et Ampasa 154. Quasquara 224. Arbitreccio 315. Pila, e Canale 360. Cardo, e Torgia 117 ».
- 1789 - La Corse appartient au royaume de France. Survient la Révolution française qui supprime les juridictions royales. La Constituante divise la France en 83 départements.
- 1790 - Le département de Corse est créé avec Bastia pour préfecture. Les districts (ex-juridictions) partagé en cantons (ex-pievi) lesquels prennent le nom des pievi. La pieve d'Ornano devient le canton d'Ornano.
- 1791 - Corte est le chef-lieu du département et le siège de l’évêché fixé à Aiaccio.
- 1793 - An II. la Convention divise l'île en deux départements : El Golo (l'actuelle Haute-Corse) et Liamone (l'actuelle Corse-du-Sud) sont créés.
- 1801 - Sous le Consulat[Note 5], les districts deviennent des arrondissements, la commune est définie et le canton créé.
- 1811 - Les départements d'El Golo et du Liamone sont fusionnés pour former le département d'El Golo.
- 1828 - Le canton d'Ornano devient le canton de Santa-Maria-Siché.
- 1852 - La commune de Coti-Chiavari est créée, avec des territoires cédés par Campo, Frassetto, Quasquara, Pietrosella et Zévaco (terrains cédés en 1857). Elle se trouve dans le canton de Sainte-Marie-Siché, dans l'arrondissement 'Ajaccio et le département de Corse[30].

### Époque contemporaine
- 1975 - La Corse est divisée en deux départements : Coti-Chiavari bascule dans le département de la Corse-du-Sud.

## Politique et administration
| Période                                  | Période   | Identité      | Étiquette    | Qualité |
| ---------------------------------------- | --------- | ------------- | ------------ | --- |
| Les données manquantes sont à compléter. |           |               |              | |
| mars 1971                                | mars 2023 | Henri Antona  | RPR puis UMP | Directeur de société, homme d'affaires Conseiller de Corse Vice-président de l'Assemblée de Corse Président de la CC de la Pieve de l'Ornano (2014) |
| mars 2023                                | En cours  | Félix Peretti |              | Commerçant, ancien premier adjoint |

## Population et société

### Démographie
L'évolution du nombre d'habitants est connue à travers les recensements de la population effectués dans la commune depuis 1861. Pour les communes de moins de 10 000 habitants, une enquête de recensement portant sur toute la population est réalisée tous les cinq ans, les populations de référence des années intermédiaires étant quant à elles estimées par interpolation ou extrapolation. Pour la commune, le premier recensement exhaustif entrant dans le cadre du nouveau dispositif a été réalisé en 2008.

En 2022, la commune comptait 731 habitants, en évolution de −2,27 % par rapport à 2016 (Corse-du-Sud : +7,61 %, France hors Mayotte : +2,11 %).
| 1861  | 1866  | 1872  | 1876  | 1881  | 1886  | 1891  | 1896  | 1901  |
| ----- | ----- | ----- | ----- | ----- | ----- | ----- | ----- | ----- |
| 1 171 | 1 069 | 1 682 | 1 928 | 1 842 | 1 897 | 1 714 | 1 597 | 1 452 |

| 1906 | 1911 | 1921 | 1926 | 1931 | 1936 | 1946 | 1954 | 1962 |
| ---- | ---- | ---- | ---- | ---- | ---- | ---- | ---- | ---- |
| 927  | 812  | 735  | 666  | 729  | 686  | 400  | 542  | 259  |

| 1968 | 1975 | 1982 | 1990 | 1999 | 2006 | 2008 | 2013 | 2018 |
| ---- | ---- | ---- | ---- | ---- | ---- | ---- | ---- | ---- |
| 270  | 285  | 340  | 399  | 490  | 677  | 733  | 743  | 707  |

| 2022 | - | - | - | - | - | - | - | - |
| ---- | - | - | - | - | - | - | - | - |
| 731  | - | - | - | - | - | - | - | - |

### Manifestations culturelles et festivités

#### Concerts
Plusieurs bals et concerts ont lieu l'été à l'église Saint-Jean-Baptiste de Coti-Chiavari.

#### Randonnées
- Mare è monti Sud - La commune est traversée par ce sentier de grande randonnée venant au nord de Bocca di Gradello (529 m), à cheval sur Pietrosella et Cognocoli-Monticchi, pour passer à Serra-di-Ferro par la passerelle sur la rivière Butturacci après avoir emprunté la ligne de crête jusqu'à la Punta di Pozzi (529 m).

## Économie

### Émetteurs

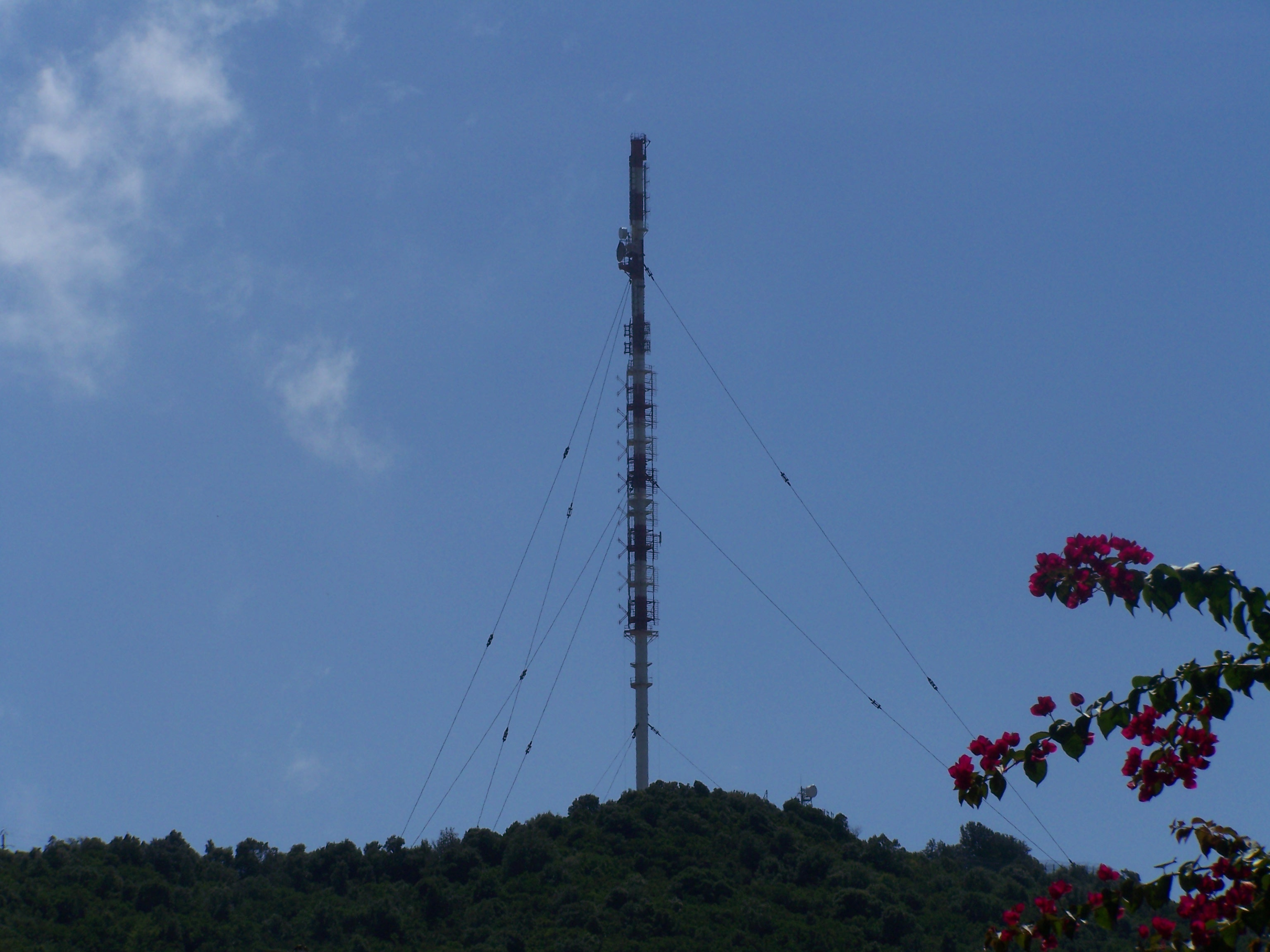
Émetteur.

Des émetteurs FM sont implantés sur la crête au-dessus du village de Coti-Chiavari, au Bocca di Chialone et Bocca di Pinselli. Ces derniers diffusent la FM sur la bande 2 VHF, la télévision numérique sur les bandes UHF, ainsi que d'autres signaux divers (Téléphonie, etc.). Ce sont les pylônes les plus puissants de la Corse-du-Sud en termes de puissance d'émission et de couverture, pour les signaux commerciaux. Plusieurs diffuseurs y sont implantés, comme TDF, Towercast, ITAS TIM et le diffuseur local Corse FM Diffusion.
Les signaux commerciaux diffusés visent à couvrir le grand Ajaccio, du golfe de Sagone au golfe du Valinco (Propriano), ainsi que l'arrière-pays (Le Taravo, l'Alta Rocca, le Liamone...) de manière plus aléatoire, en raison de la topographie très montagneuse. L'émetteur peut couvrir au-delà de ces régions sur des zones, à partir du moment où l'exposition du récepteur n'est pas caché par le relief. Il est possible de recevoir également les signaux de ce site d'émission de manière permanente au nord de la Sardaigne (particulièrement dans le golfe d'Asinara), ou bien sur la côte d'Azur dans des lieux en hauteur et à vue de l'émetteur, avec un bon matériel de réception, aussi bien en VHF qu'en UHF. Pendant les vagues de propagation troposphériques, notamment en été, l'émetteur peut exceptionnellement être reçu sur la côte algérienne (Alger, Jijel...) en FM et TV, sur la côte méditerranéenne française, ainsi que sur les côtes catalanes.
Voici une liste des signaux FM diffusés:
| Fréquence (MHz) | Émission         | Puissance d'émission maximale autorisée | Polarisation | Notes                       |
| --------------- | ---------------- | --------------------------------------- | ------------ | --------------------------- |
| 88.00           | France Musique   | 11 kW                                   | Verticale    |                             |
| 89.60           | RFM              | 8 kW                                    | Verticale    |                             |
| 91.00           | Europe 1         | 8 kW                                    | Verticale    |                             |
| 92.40           | France Inter     | 11 kW                                   | Verticale    |                             |
| 93.00           | Nostalgie        | 8 kW                                    | Verticale    | Décrochages locaux réalisés |
| 93.50           | RTL2             | 8 kW                                    | Verticale    |                             |
| 94.50           | RCF 20           | 0.5 kW                                  | Verticale    |                             |
| 96.00           | Chérie FM        | 0.5 kW                                  | Verticale    |                             |
| 97.60           | France Culture   | 11 kW                                   | Verticale    |                             |
| 98.10           | Skyrock          | 8 kW                                    | Verticale    |                             |
| 99.00           | Frequenza Nostra | 2 kW                                    | Verticale    | Station de radio locale     |
| 99.80           | Virgin Radio     | 8 kW                                    | Verticale    | Décrochages locaux réalisés |
| 100.50          | Ici RCFM         | 11 kW                                   | Verticale    |                             |
| 101.20          | NRJ              | 8 kW                                    | Verticale    |                             |
| 102.40          | Rire & Chansons  | 0.5 kW                                  | Verticale    |                             |
| 103.20          | Alta Frequenza   | 8 kW                                    | Verticale    |                             |
| 104.30          | RMC              | 8 kW                                    | Verticale    |                             |
| 105.20          | Fun Radio        | 8 kW                                    | Verticale    |                             |
| 106.00          | RTL              | 8 kW                                    | Verticale    |                             |
| 107.20          | Corsica Radio    | 0.5 kW                                  | Verticale    | Radio musicale corse        |

Il y eut auparavant des diffusions pour ondes moyennes, ondes ultracourtes et télévision. Il utilise un pylône d'une hauteur de 130 mètres. Il diffusait Canal+ analogique en VHF bande I, sur le canal L 04 (appelé aussi C sur les récepteurs vendus en France au début des années 1980), en polarisation horizontale. Malgré toutes les protections mises en place, la réception de ce canal VHF(60 MHz) était trop perturbée par les parasites et les autres émetteurs bande I VHF italiens. Depuis le 6 mai 2010, l'émetteur VHF bande I a cessé définitivement ses émissions. Il ne réutilisera plus cette bande de fréquences. De même, l'émetteur ondes moyennes qui diffusait France Bleu RCFM (Radio Corsa Frequenza Mora) sur 1404 kHz avec une puissance de 20 kW a, comme tous les autres émetteurs OM de Radio-France, définitivement cessé d'émettre le 31 décembre 2015 à minuit.

## Culture locale et patrimoine

### Patrimoine naturel

#### Espaces protégés

##### Arrêté de protection de biotope, d’habitat naturel ou de site d’intérêt géologique
La commune est concernée par un arrêté de protection de biotope :
Île de Piana (FR3800536)
Créé le 3 novembre 1997, le site couvre une superficie officielle de 2,7 ha.

##### Conservatoire du Littoral
Capu di Muru (FR1100068)

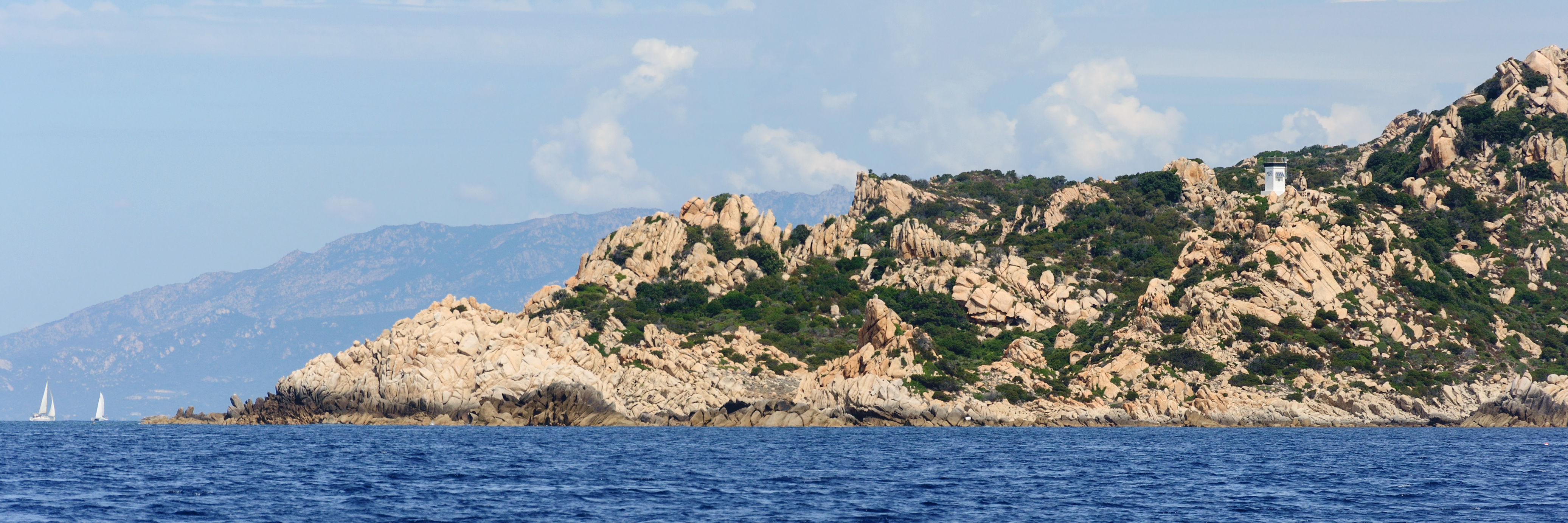
Capu di Muru et son phare vu du sud.

Ce site, qui fait l'objet de la fiche Capu di Muru (FR1100068), concerne la seule commune de Coti-Chiavari. Il a une surface calculée de 205,367 ha.

#### ZNIEFF
Coti-Chiavari est concernée par six ZNIEFF de 2e génération :
Capu di Muru - Capo Neru
La zone concerne la seule commune de Coti-Chiavari pour une superficie de base de 441 ha.
Elle est constituée de deux grandes parties reliées par une petite bande incluant la côte du golfe de Cala d’Orzu : la première partie à l’ouest, englobe la presqu’île de Capu di Muro jusqu’à Cala di Timozzolu. La seconde à l’est, comprend une grande part de la pointe de Capo di Neru et s’étend jusqu’au lieu-dit Sameru. Elle est formée de versants abrupts, entrecoupés de pointes et de vallons. La côte très découpée est constituée de rochers et de petites falaises rocheuses, entrecoupés de plusieurs petites plages de sable.
L'intérêt écologique, faunistique et floristique de cette zone naturelle repose sur les nombreuses espèces animales ; ce sont notamment le lézard de Bédriaga (Archaeolacerta bedriagae) ou l’Engoulevent d'Europe (Caprimulgus europaeus) pour la faune et la Gennarie à 2 feuilles (Gennaria diphylla) ou le Grand prasium (Prasium majus) pour la flore.
Dune de Pascialella - Pinède de Verghia
La zone couvre 15 ha des communes de Coti-Chiavari et de Pietrosella. La dune de Pascialella est située au niveau de la bordure littorale de la commune de Pietrosella, au sud de la presqu’île de l’Isollela et à l’est de l’ancien port de Chiavari.
L'intérêt patrimonial de la zone est important car on y recense la présence de huit espèces végétales déterminantes et rares dont le Sérapias négligé (Serapias neglecta De Not.), la Renoncule à feuilles d'ophioglosse (Ranunculus ophioglossifolius Vill.) et la Fausse Girouille des sables(Pseudorlaya pulmina (L.) Grande).
Dunes et zone humide de Cupabia
La zone couvre 35 ha des communes de Coti-Chiavari et de Serra-di-Ferro. Située dans le fond de la baie de Cupabia, elle est constituée par les dunes de sable et les boisements littoraux d’arrières plages de Cupabia et de Scogliu di Vintura.
L'intérêt patrimonial de la zone repose sur la présence de plusieurs espèces déterminantes telles que l'Euphorbe tapis (Euphorbia peplis) ou le Tamaris d'Afrique (Tamarix africana) pour la flore et la Cistude d’Europe (Emys orbicularis) ou le Discoglosse sarde (Discoglossus sardus) pour la faune.
Forêt de Chiavari
La vaste forêt territoriale de Chiavari est située au nord-est du village du même nom, au sud du golfe d’Ajaccio. Le site couvre une superficie de 2 810 ha. Il regroupe un nombre important d’espèces animales et végétales déterminantes, parmi lesquelles le Gros-bec casse-noyaux (Coccothraustes coccothraustes) et le Torcol fourmilier (Jynx torquilla).
Île de Piana à Coti-Chiavari
La zone occupe les 3 ha de l'île, un îlot de taille modeste, entouré de petit rochers émergents de la mer et situé en rive sud du golfe d'Ajaccio. L'îlot abrite notamment une importante population nicheuse de Cormoran huppé de Méditerranée (Phalacrocorax aristotelis damarestii). Une importante population de Patelles géantes (Patella ferruginea) est également présente. Ces deux espèces sont protégées au niveau national.
Lariola/Coti-Chiavari
La zone occupe 25 ha du territoire communal, située sur sa face littorale. Elle regroupe un ensemble de milieux et d’habitats très diversifié. Plusieurs espèces déterminantes sont présentes, telles le Serapias négligé (Serapias neglecta De Not.) et la Spergulaire à grosses racines (Spergularia macrorrhiza) pour la flore, la Patelle géante (Patella ferruginea Gmelin) et le Monticole merle-bleu (Monticola solitarius (Loisel.)) pour la faune.

### Lieux et monuments

#### Architecture civile
Coti-Chiavari possède plusieurs édifices remarquables de son passé moyenâgeux (tours génoises) et d'autres plus récents (pénitencier).
Trois tours génoises occupent des points remarquables du littoral. Elles font partie du dispositif de défense du littoral mis en place fin XVIe siècle - début XVIIe siècle par les Génois. Elles sont, du nord au sud :
- Tour de la Castagna

La tour de la Castagna a été bâtie sur la pointe éponyme, entre 1580 et 1617, comme les deux autres tours ;
- Tour de Capo di Muro ou Capu di Muru

Construite entre 1580 et 1617, sur la côte nord de Capu di Muru. La tour de Capo-di-Muro ou Capu-di-Muru faisait partie de la juridiction d'Ajaccio et relevait de la Camera. L'édifice est inscrit Monument historique ;
Le poste d'observation, tour génoise de Capu di Muru est repris à l'inventaire général du patrimoine culturel par la collectivité territoriale de Corse.
- Tour de Capo Nero ou de Capu Neru

Édifiée sur le cap éponyme, la tour de Capo Nero ou de Capu Neru faisait partie de la juridiction d'Ajaccio et relevait de la Camera. L'édifice est inscrit Monument historique.
Le poste d'observation de la tour génoise de Capu Neru est repris à l'Inventaire général du patrimoine culturel par la Collectivité Territoriale de Corse.

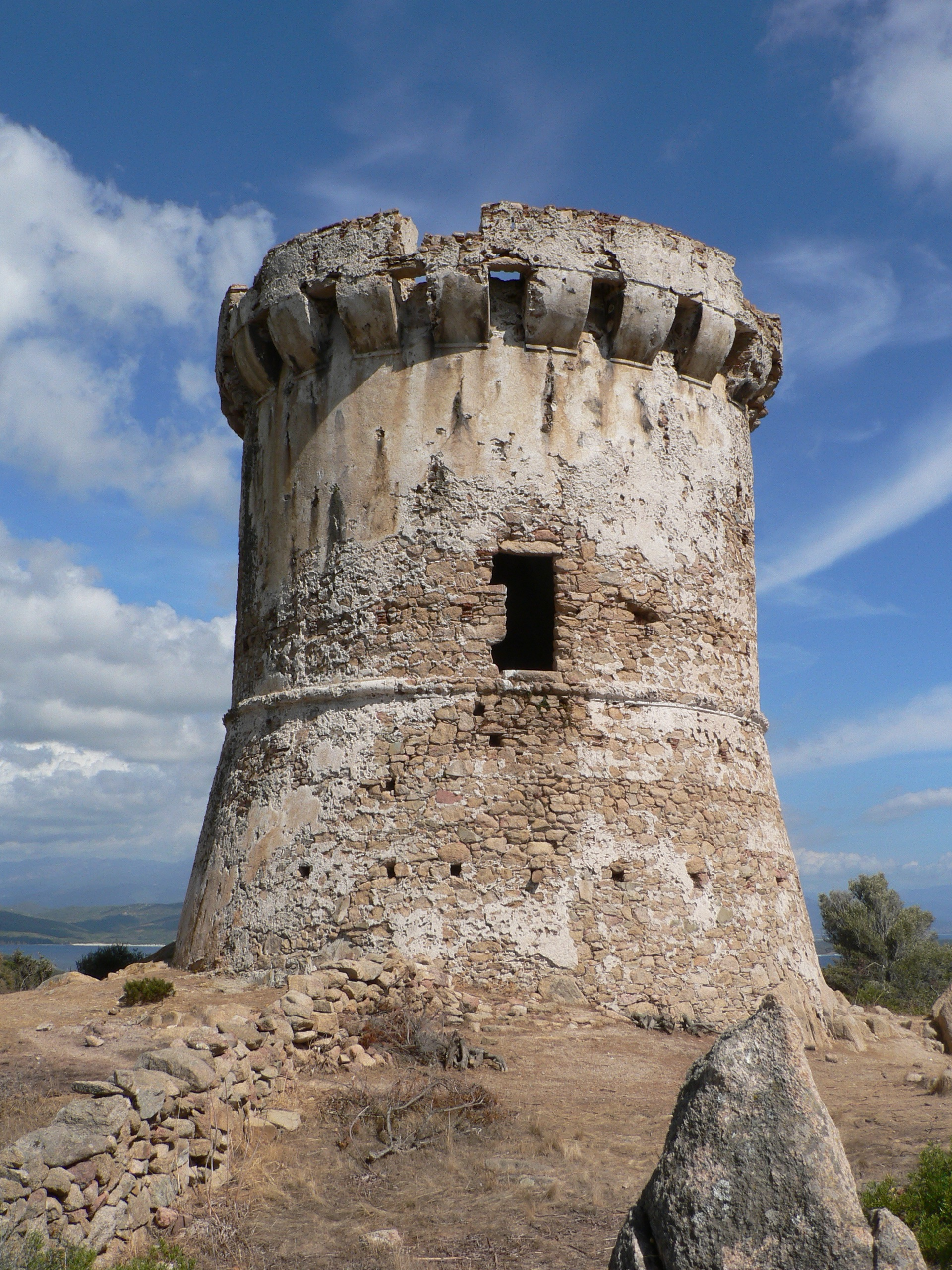
Tour génoise de Capu Neru.
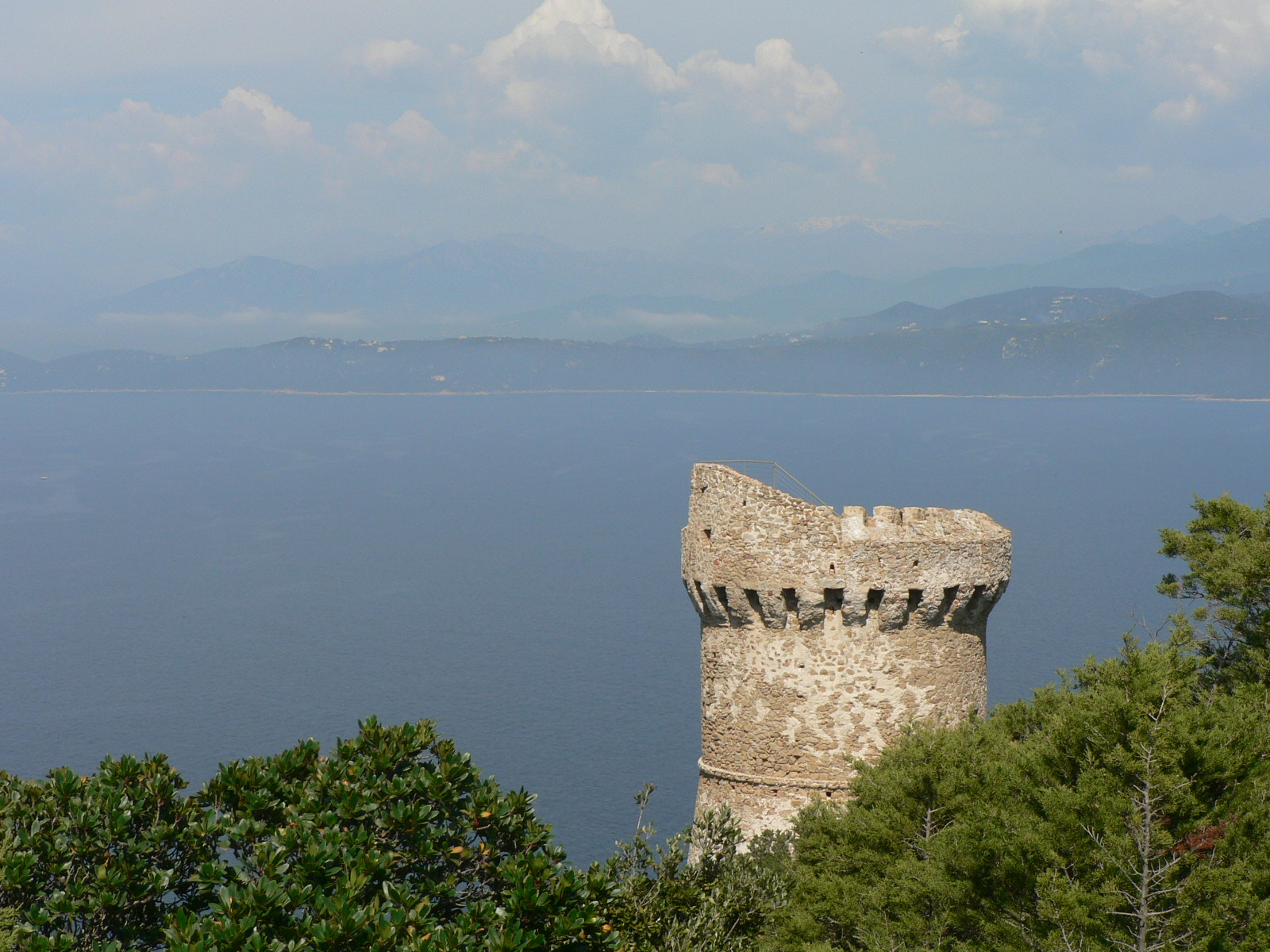
Tour de Capu di Muru.

##### Bagne
L'ancien pénitencier de Coti-Chiavari bâti près du lieu-dit Formicolosa au XIXe siècle, aujourd'hui propriété privée, comportait un bâtiment principal de la détention et le centre du domaine, avec des cuves à vins, une grange à fourrage, une poudrière, une fosse à purin, un cimetière. Il est repris à l'Inventaire général du patrimoine culturel par la collectivité territoriale de Corse.

##### Poudrière
Construite dans la seconde moitié du XIXe siècle, remaniée au XXe siècle, la poudrière est devenue propriété privée. Elle est reprise à l'Inventaire général du patrimoine culturel par la collectivité territoriale de Corse.

##### Immeuble de la détention
Le bâtiment de la détention du bagne abritait les dortoirs des détenus et les chambres des gardiens aux 2e et 3e étages, le premier étage était utilisé comme grenier et le rez-de-chaussée comme bergerie.
Construit dans la seconde moitié du XIXe siècle, propriété privée, il est repris à l'inventaire général du patrimoine culturel par la collectivité territoriale de Corse.

##### Grange
Construite dans la seconde moitié du XIXe siècle, la grange du bagne est une propriété privée. Elle est reprise à l'inventaire général du patrimoine culturel par la collectivité territoriale de Corse.

##### Les maisons de la commune de Coti-Chiavari
Le bâti concerne 37 maisons repérées, construites au cours des XVIIIe siècle, XIXe siècle et XXe siècle, en granite. Leurs toits sont traditionnellement couverts de tuiles. Neuf d'entre elles étudiées, sont reprises à l'Inventaire général du patrimoine culturel par la collectivité territoriale de Corse.

##### Mairie
L'édifice en granite et pierre de taille, date de la 2e moitié du XIXe siècle. Il se situe au 55 Chemin communal. Il est repris à l'inventaire général du patrimoine culturel par la collectivité territoriale de Corse.

##### Ancienne gendarmerie de voltigeurs, actuellement maison
Construite dans la seconde moitié du XIXe siècle, l'ancienne gendarmerie propriété privée, est reprise à l'inventaire général du patrimoine culturel par la collectivité territoriale de Corse.

#### Architecture religieuse
- Église Sainte-Marie d'Acqua d'Oria.

##### Égliseparoissiale Saint-Jean-Baptiste de Coti-Chiavari
Construite en 1902, l'église Saint-Jean-Baptiste a remplacé sur son emplacement l'ancienne, trop petite et devenue insuffisante pour la population qui ne cesse de croître depuis la création de la commune en 1852. L'édifice est de plan allongé à chevet plat formé d'une nef à vaisseau central et à chapelles latérales voûtés en berceau à lunettes. Il est doté d'une tour-clocher sommée d'un pyramidion.
L'église est reprise à l'inventaire général du patrimoine culturel par la collectivité territoriale de Corse.
L'église comprend plusieurs œuvres remarquables, datées des XIXe et XXe siècles, repris à l'inventaire général du patrimoine culturel par la collectivité territoriale de Corse : ostensoir-soleil, un tableau Baptême du Christ, un tableau Prédication de saint Jean-Baptiste, ensemble de deux cloches, crécelle (crécelle liturgique), verrière saint Matthieu, le mobilier de l'église paroissiale Saint-Jean-Baptiste, et une statue (petite nature) sainte Réparate.

##### Chapelle Sainte-Marie de Coti-Chiavari
L'édifice peut dater de la 2e moitié du XIXe siècle. Restauré en 1937, il a été remanié à la fin du XXe siècle. De plan allongé à chevet plat formé d'une nef et d'un chœur voûtés en berceau à lunettes, elle est surmontée d'un campanile doté de deux cloches.
La chapelle est reprise à l'inventaire général du patrimoine culturel par la collectivité territoriale de Corse.
Cloche, ostensoir-soleil, ensemble de deux chandeliers (flambeaux) et le mobilier de la chapelle Sainte-Marie sont repris à l'inventaire général du patrimoine culturel par la collectivité territoriale de Corse.

##### Chapelle funéraire de la famille Murzi
Bâtie dans la première moitié du XIXe siècle, la chapelle est reprise à l'inventaire général du patrimoine culturel par la Collectivité territoriale de Corse.

##### Presbytère
Daté de la seconde moitié du XIXe siècle, propriété de la commune, le presbytère est repris à l'inventaire général du patrimoine culturel par la collectivité territoriale de Corse.

## Personnalités liées à la commune
- Henri Antona : maire depuis 1971, ancien homme d'affaires et directeur de la société Tecni (filiale de Vivendi Universal), il est aujourd'hui considéré comme le fondateur d'une commune développée et prospère[réf. nécessaire], qui n'est pas épargnée par des problèmes immobiliers conséquents. En effet, ces dernières années, les terrains de Coti Chiavari font l'objet de toutes les convoitises.
- Patrick Fiori : il s'est marié le samedi 28 juin 2008 à la mairie de Coti Chiavari, en présence de très nombreuses célébrités.
- François Spoturno (originaire d'Ajaccio et fondateur des parfums Coty) : il prit le nom de sa mère "Coti", qu'il transforma en "Coty". Après sa mort en 1934, la municipalité bénéficie d’un legs d’un million de francs[71].
- Jean-Luc Reichmann : lieu de villégiature
- Gabriel Attal : propriétaire d'une maison[72]